# Notarius biffi
Notarius biffi és una espècie de peix de la família dels àrids i de l'ordre dels siluriformes.

## Morfologia
Els mascles poden assolir els 3,2 cm de llargària total.

## Distribució geogràfica
Viu a Costa Rica i El Salvador.